# Khepri
En la mitologia egípcia, Khepri ("escarabat") era un déu escarabat. Concretament el piloter (Scarabaeus sacer egipci), el que fa pilotes amb els fems per pondre-hi els ous. Els egipcis relacionaven l'animal amb el renaixement, la renovació i la resurrecció.
Khepri era una divinitat solar que empenyia el sol (com l'escarabat piloter empeny el fem) a través del cel tots els dies, per endur-se'l de manera segura totes les nits a través de l'inframon.
Noms alternatius: Khepera, Kheper, Chepri

## Mitologia
Khepri es creava a si mateix cada matí, renaixent com un nou Sol, i per això fou vinculat amb Atum, el déu creador segons la teologia heliopolitana, des dels inicis del predomini d'aquesta teologia. Com a símbol de la vida eterna, era el Sol de la matinada, una manifestació del déu Ra. Segons els Textos de les Piràmides, la Creació era el resultat d'un gargall del déu Khepri, tenint en compte la identificació amb Atum abans esmentada.
Simbolitza el principi de les transformacions que experimenten els sers vius, des que neixen fins que moren, inclòs el seu renaixement si superaven les proves a la Duat (el més enllà).

## Representació
Kephri sovint era representat com un escarabat navegant per sobre de Nun, les aigües del caos. També era molt comuna la seva representació com un esser humà amb cap d'escarabat.